# Haidar Haidar
Haidar Haidar (em árabe: حيدر حيدر)‎; (Husayn al-Baher, 1936 – 5 de maio de 2023) foi um activista, escritor, e novelista sírio.

## Biografia
Nasceu em 1936, na aldeia de Husayn al-Bahr Tartus, e ali recebeu sua educação primária. Após completar seus estudos preparatórios na cidade de Tartús em 1951, uniu-se ao Instituto de Docentes Educativos em Alepo, onde continuou seus estudos e se graduou em 1954.
No segundo ano do estudo no Instituto, suas tendências literárias, com o estímulo de um professor de árabe e alguns amigos, começou sua primeira narração de contos, Madara, publicada nas páginas de uma revista local publicada em Alepo.
A fins da década de 1950, o clima político em Síria era turbulento, com tendências, ideias, organizações e golpes de estado posteriores à independência. A vida política nesse momento também se viu envolvida no caos e a confusão após a derrota militar em Palestina, o começo do estabelecimento do projecto sionista e o surgimento da entidade israelita. Haidar elegeu o movimento árabe-unionista e uniu-se ao resto de seus colegas e colegas de estudos, além do trabalho de estudo no Instituto.
Após graduar-se no Instituto e praticar a docência durante uma década, mudou-se para Damasco, onde o clima literário se vivia através da Kabab, intelectuais e um movimento cultural activo. Em Damasco, começou a publicar histórias nos jornais diários e mensais. O diário libanês das artes foi o foro mais importante no que escreveu suas primeiras histórias, que se publicaram no grupo de Hayaas al-Nawras a o-Muhajir em 1968.
Morreu no dia 5 de maio de 2023, aos 87 anos.

## Carreira
Sua novela Walimah li A'ashab al-Bahr (Uma festa para as algas marinhas) foi proibido em vários países árabes, e inclusive provocou uma reacção de nojo tardio por parte dos clérigos da Universidade de Alazar após a re-impressão no Egipto no ano 2000. Os clérigos emitiram uma Fatwa que proibia a novela, e acusou a Haidar de heresia e ofender ao Islão. Os estudantes da universidade de Alazar organizaram enormes protestos contra a novela, que finalmente levaram a sua confiscação.

## Obra

### Novelas
- A o-Fahd 1968.
- Az-Zaman a o-Muhish (الزمن الموحش) Tempo Selvagem, 1973.
- Walimah li A'ashab a o-Bahr (وليمة لأعشاب البحر) Uma festa para as algas marinhas, 1983.
- Maraya an-Nar (مرايا النار) Espelhos de Fogo.
- Shumous a o-Ghajar (شموس الغجر) Os Sóis dos Gitanos, 1996.
- Haql Urjuwan (حقل أرجوان) Campo Púrpura, 2000.
- Marathi a o-Ayyam (مراثي الأيام), As Elegias dos Dias, 2001.

### Contos curtos
- Hakaya an-Nawrass a o-Muhajir (حكايا النورس المهاجر) Contos de Uma Gaivota Migratória, 1968.
- A o-Wamdh (الومض) Intermitente, 1970.
- A o-Faiadhan (الفيضان) A Inundação, 1975.
- A o-Wu'ul (الوعول) O Ibecis, 1978.
- At-Tamawujat (التموجات) Ondulações, 1982.
- Ghasaq a o-Aalihah (غسق الآلهة) O Ocaso dos Deuses, 1994.

### Outras publicações
- Capucci (كبوتشي) biografia de Capucci, 1978.
- Awraq a o-Manfa (أوراق المنفى) Papéis do Exílio, 1993.
- Olumona (علومنا) Nossas Ciências.